# Marianne Moisan
Marianne Moisan est une animatrice, actrice et auteure dramatique québécoise née à Sherbrooke le 5 juin 1977,.

## Biographie

### Enfance et Formation
Marianne Moisan naît à Sherbrooke. Elle fréquente l’école du Triolet de 1989 à 1994. À l'âge de 12 ans, elle rêve de faire du théâtre.
Elle obtient un diplôme du collège Lionel-Groulx en 1999.

### Carrière
De 1992 à 1996, Marianne Moisan incarne Maya dans Watatatow. Elle joue ensuite dans Radio Enfer, puis Les Invincibles, avant de découvrir le métier d’animatrice grâce à R-Force.
En 2006, Marianne Moisan devient marraine du 24è Carrousel International du film de Rimouski, spécialiste du cinéma de jeunesse. En 2007, elle est marraine du festival de films courts pour étudiants "Le boisé court toujours".
En 2015 elle joue la pièce Hêtre, une pièce de Céline Delbecq, au Théâtre du Double Signe.
Elle est aussi directrice du Théâtre Compulsif.

## Œuvres

### Théâtre

#### Autrice
- 2001 : Les contes de fée, c’est pas pour nous!
- 2003 : Loft Académie
- 2002 : Métiers non trad[9]
- 2005 : Être différents, c’est ben trippant!

##### Autrice et metteure en scène
- 2006 : L’Hommme est un orignal[10]

##### Actrice
- 2002 : Le Misanthrope, Théâtre Denise-Pelletier[11]

### Télévision
- 1992-1996, 2001 : Watatatow : Maya Bellehumeur[12],[5]
- 1999 : Radio Enfer : Fée des hot-dogs
- 2000 : Deux Frères : Étudiante à la danse
- 2005 : Les Invincibles : Karine, l'agricultrice
- 2005-2007 : R-Force (VRAK.TV) : Animatrice[13],[5]
- 2007 : François en série : La Gentille en elle
- 2014 : Unité 9 : Infirmière Hôpital